# 薬食
薬食（ヤㇰシㇰ、朝: 약식）は、主にテボルム（旧暦の1月15日）に食べられる韓国の餅菓子。薬飯 (ヤㇰパッ、朝: 약밥) ともいう。
蒸したもち米に、ごま油、醤油、蜂蜜、ナツメ、松の実などを和え、再び蒸して作られる。
近年では、祝いの日や元日にも食べられることがある。
新羅時代、1月15日にカラスが王（炤知麻立干）に弑害の陰謀を知らせてくれたことから、礼として毎年1月15日にカラスに香ばしい飯を与えたというものがある、これが薬食と言われる。